# Бородавкин, Владимир Александрович
Владимир Александрович Бородавкин (1890, Вятская губерния, Российская империя — 28 августа 1974, Москва, РСФСР) — советский государственный деятель, председатель Сретенского окрисполкома (1926—1929).

## Биография
С 1905 г. участвовал в революционном движении, вследствие чего был вынужден перебраться к брату во Владивосток. По требованию жандармерии затем переехал в г. Никольск-Уссурийский. Работал в железнодорожных мастерских.
В 1911 г. был призван в царскую армию и направлен в 4-й Владивостокский крепостной артиллерийский полк. Затем был переброшен в Петроград на Путиловский завод, командовал красногвардейским отрядом, нес охрану у Финского вокзала во время приезда В. И. Ленина. Участник Первой мировой войны.
В 1918 г. командир сводного Дальневосточного отряда Красной гвардии.
- 1918—1920 гг. — в партизанском движении, член Учредительного Собрания Дальне-Восточной Республики,
- 1921 г. — товарищ председателя Учредительного Собрания Дальне-Восточной Республики,
- 1921—1923 гг. — начальник Амурской областной-губернской рабоче-крестьянской милиции, заместитель председателя Исполнительного комитета Спасского уездного Совета (Приморская губерния), председатель Хабаровского городского Совета,
- 1926—1929 гг. — председатель Исполнительного комитета Сретенского окружного Совета.

Участник Великой Отечественной войны. Был начальником тыла дивизии и отдельного кавалерийского корпуса. Воевал в Крыму, где получил контузию.
В последние годы жил в Москве, участвовал в общественной работе — был членом Всесоюзного Советского комитета ветеранов войны. Являлся председателем бюро Дальневосточной секции историко-литературного объединения старых большевиков.

## Награды и звания
Награждён орденами Ленина, Трудового Красного Знамени, Красного Знамени.
Почетный гражданин Уссурийска (1967).